# Атаманчук Володимир Борисович
Володи́мир Бори́сович Атаманчу́к (нар. 18 липня 1961, Київ) — український скульптор. Член Національної спілки художників України від 1992 року.

## Життєпис
Володимир Борисович Атаманчук народився 18 липня 1961 року в Києві.
1985 року закінчив Київський художній інститут (нині НАОМА — Національна академія образотворчого мистецтва і архітектури). Навчався в майстерні Василя Бородая.
У 1985—1997 роках працював скульптором Київського творчого об'єднання «Художник».
Від 1997 року — головний художник-скульптор Монетного двору Національного банку України.
Від 1987 року бере участь у республіканських і всеукраїнських виставках.

## Основні твори
- «Олена» (1989);
- пам'ятний знак герою Чорнобиля В. Правеку, місто Черкаси (1991);
- жертвам голодомору 1932—1933 (1947) років в с. Рогі́зка, Чечельницького району, Вінницької області (1991);
- воїнам-афганцям в м. Красноперекопськ, АР Крим (1992)[1];
- монети — «80 років проголошення соборності України» (1999), «900 років Новгород-Сіверському князівству» (1999);
- золота, срібна, бронзова медалі — «Михайло Остроградський» (2001);
- срібна медаль «Петро Могила» (2001).